# Fraxinus velutina
Fraxinus velutina är en syrenväxtart som beskrevs av John Torrey. Fraxinus velutina ingår i släktet askar, och familjen syrenväxter. Inga underarter finns listade i Catalogue of Life.
Arten förekommer i sydvästra USA och Mexiko från Kalifornien och södra Nevada till centrala Mexiko. Den växer i galleriskogar, i landskapet chaparral och i skogar med tallar.
Introducerade tamarisker utgör konkurrenter för arten. Flera exemplar skadas av den införda skalbaggen Agrilus planipennis. Hela populationen är fortfarande stor. IUCN listar arten som livskraftig (LC).

## Bildgalleri

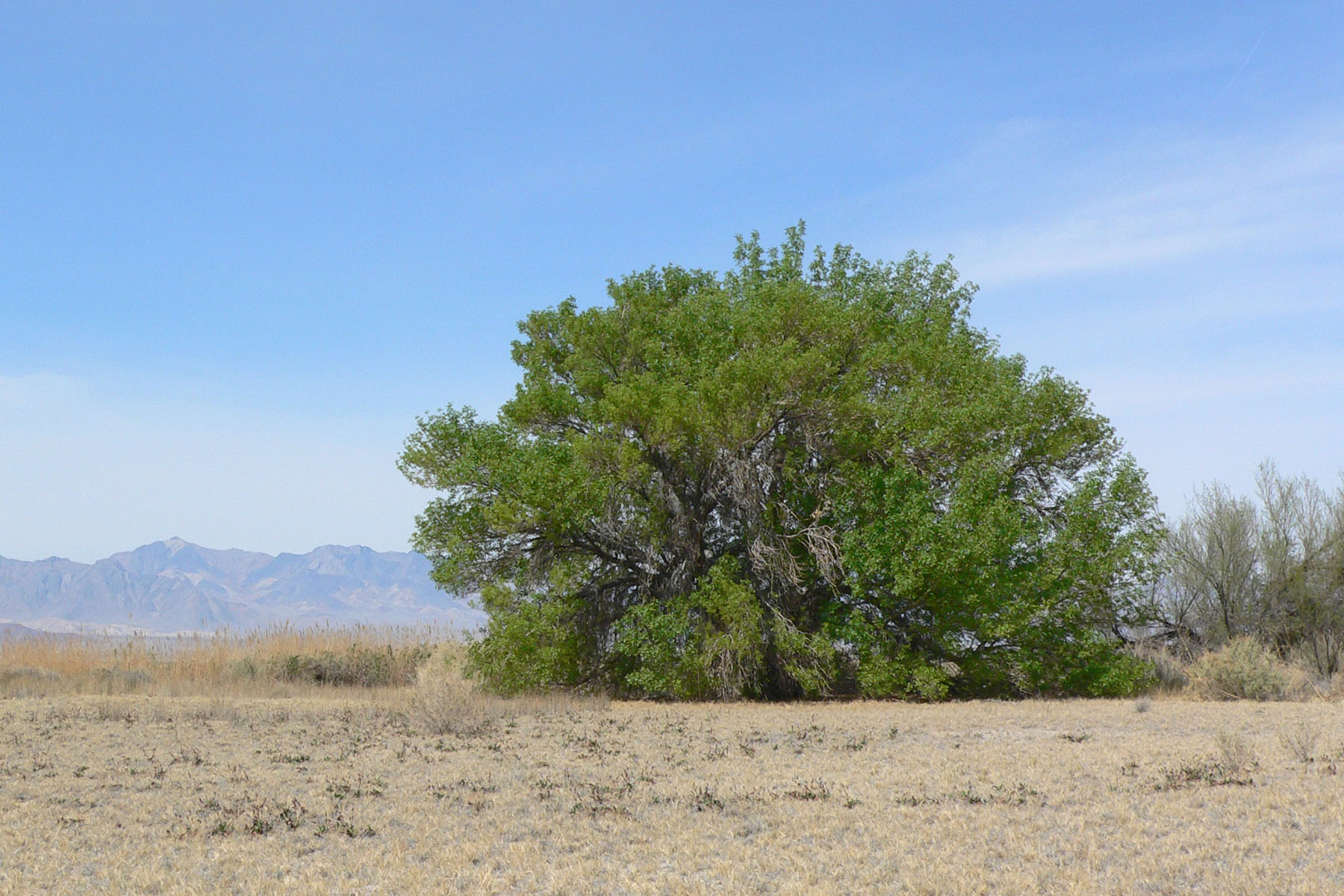
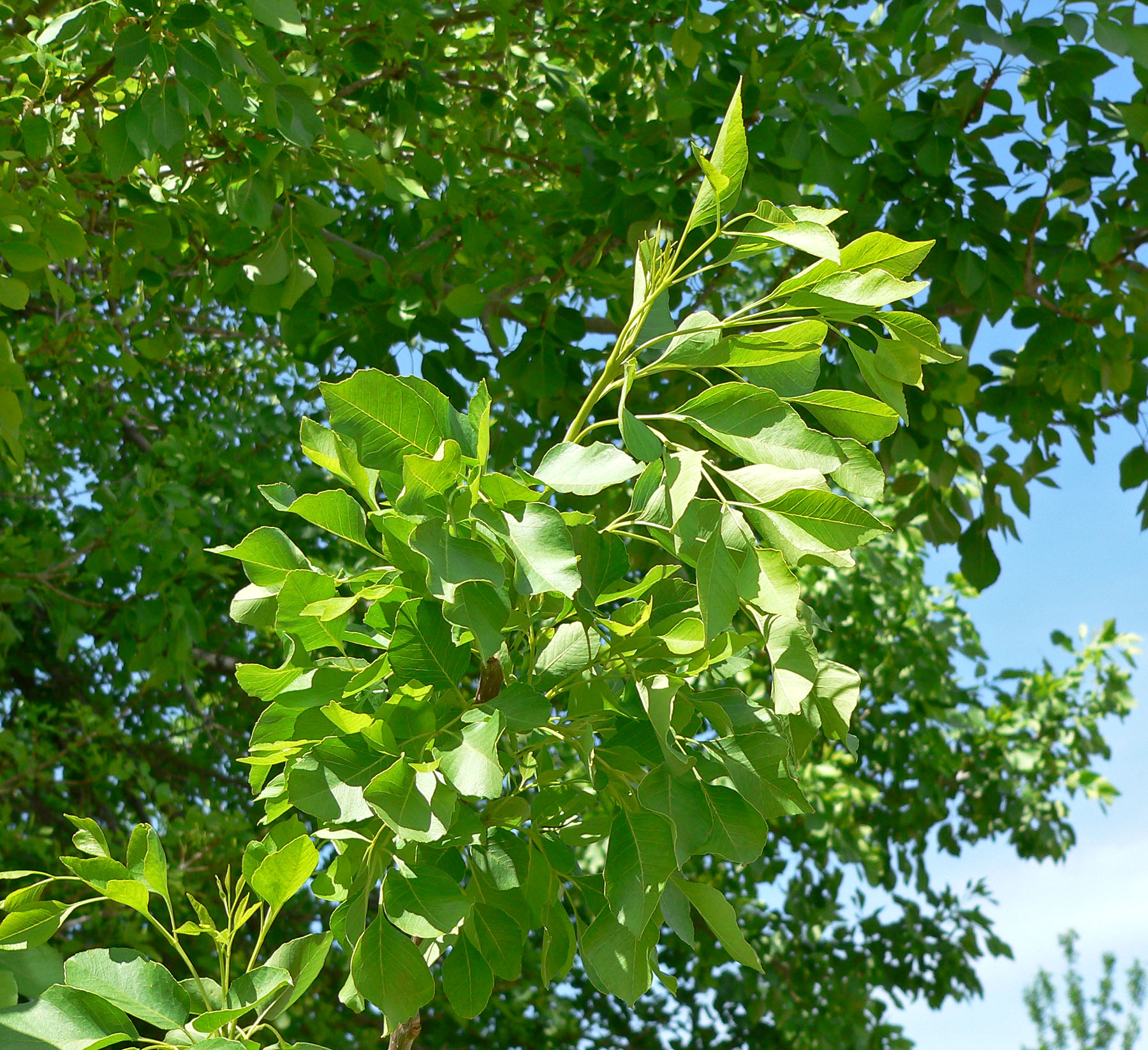
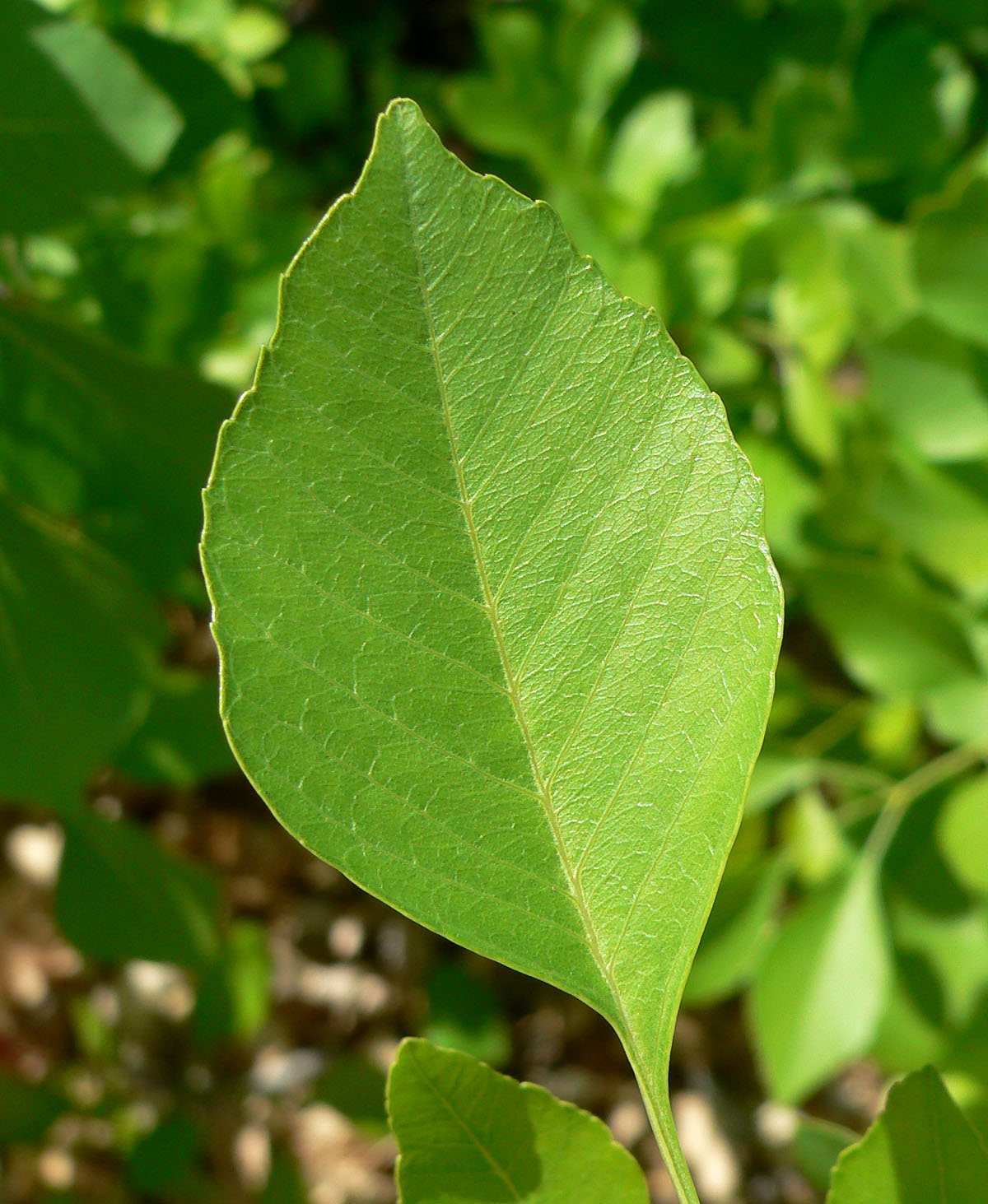
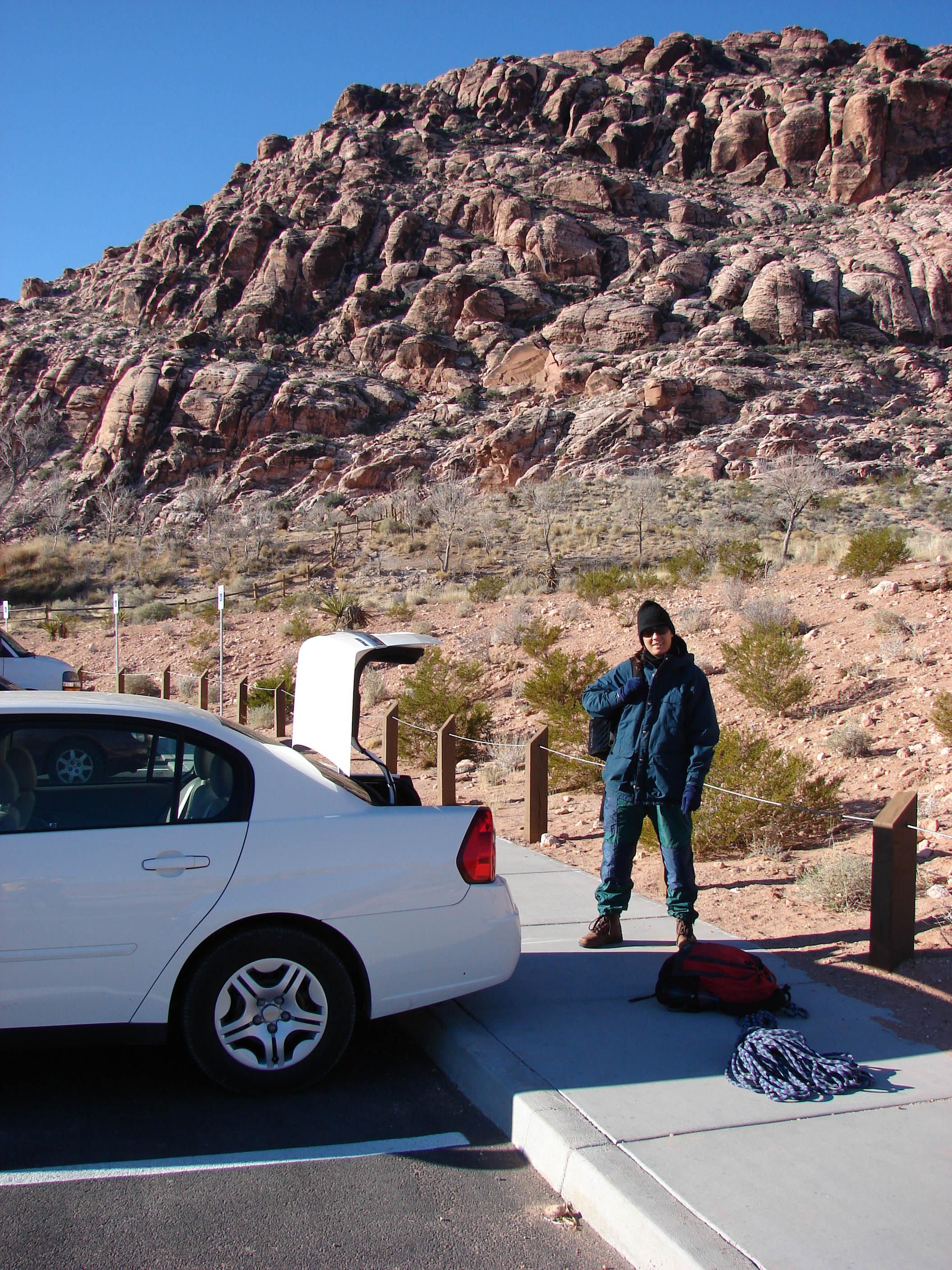
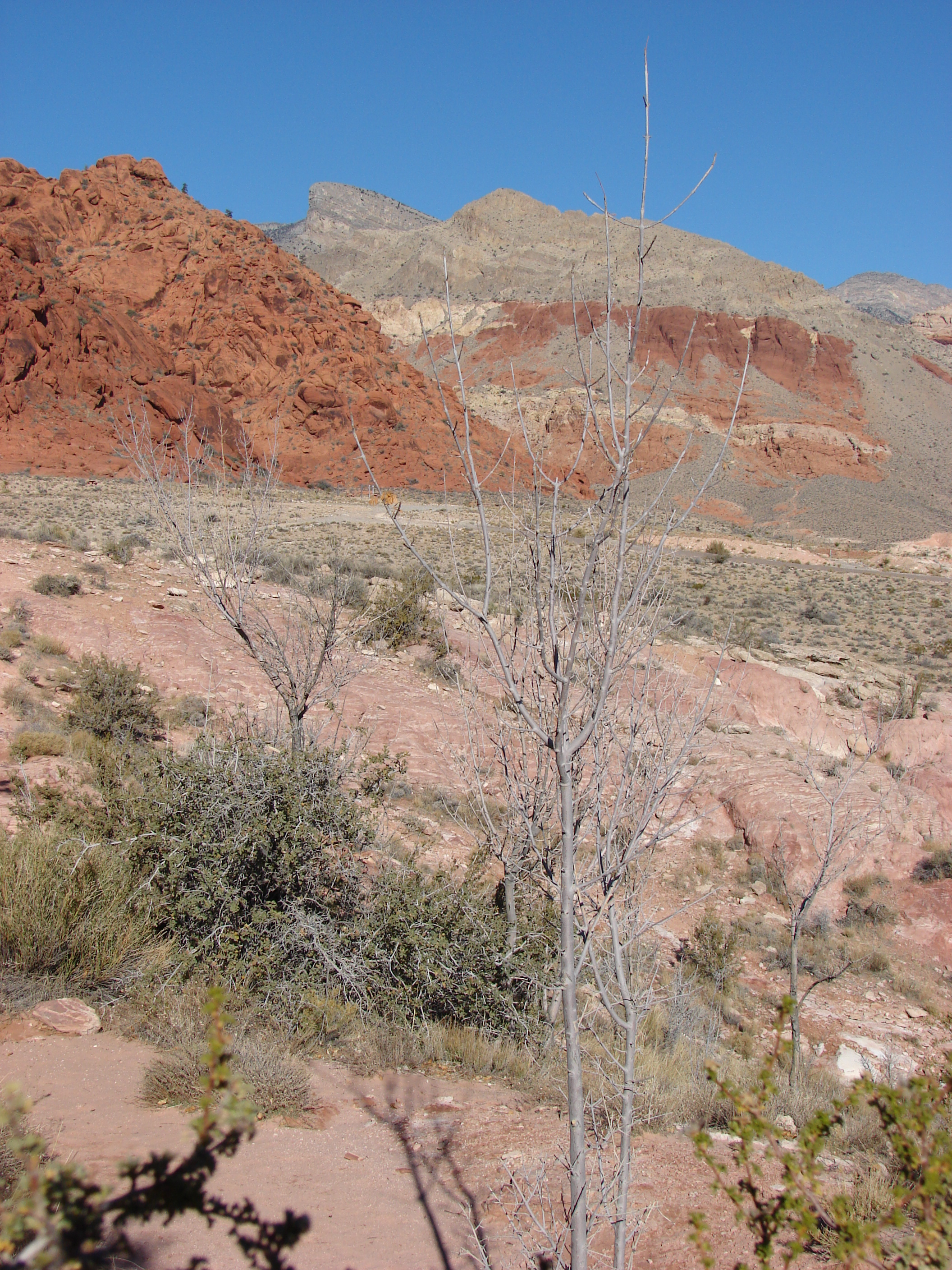
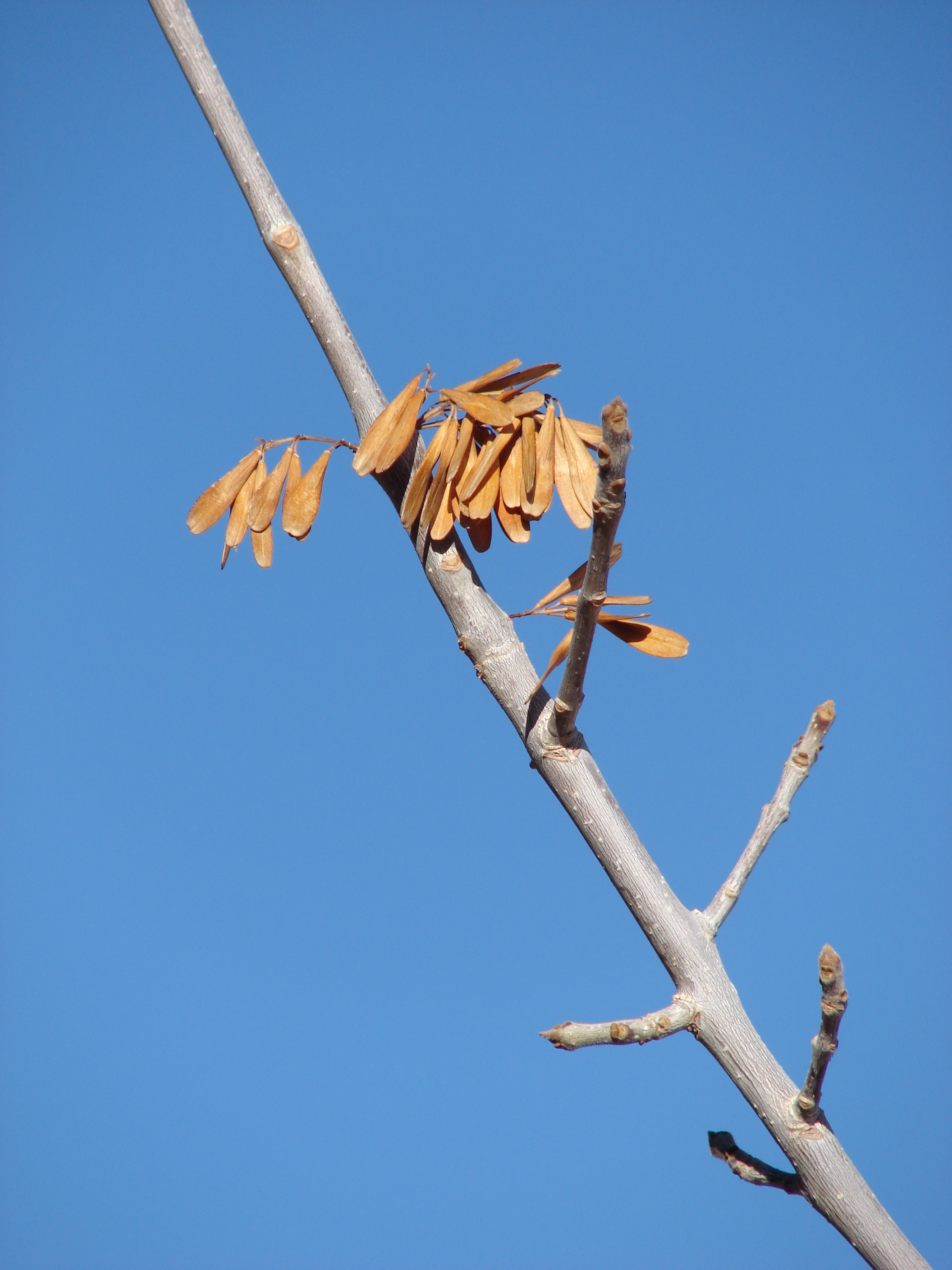